# John Alan Robinson

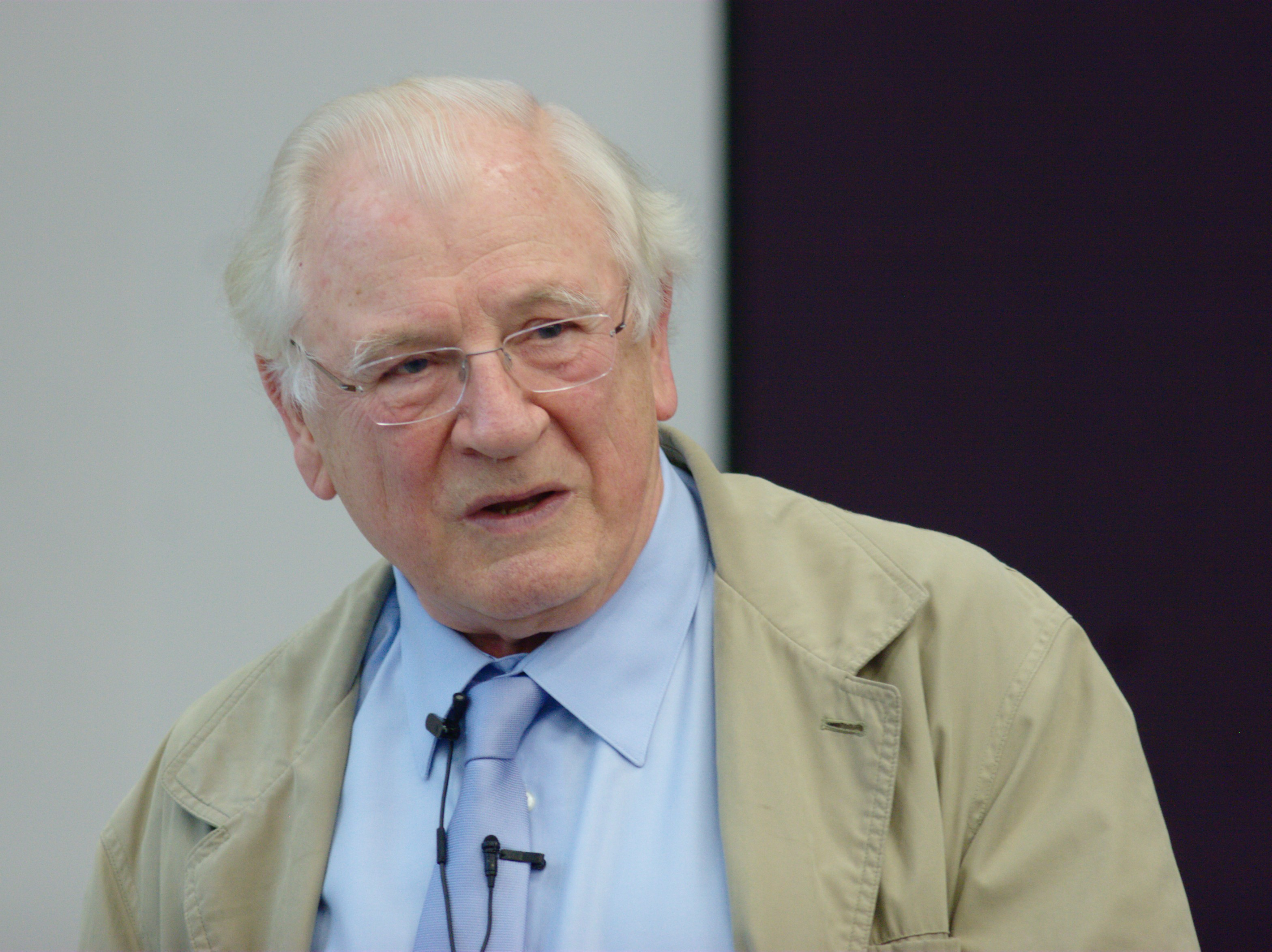
John Alan Robinson, American computer scientist

John Alan Robinson (Halifax, 9 de março de 1930 - Portland (Maine), 5 de agosto de 2016) foi um filósofo (por formação), matemático e cientista da computação . Ele era Professor Emérito Universitário da Universidade de Syracuse, Estados Unidos.
A maior contribuição de Alan Robinson é para os fundamentos da prova automática de teoremas. Seu algoritmo de unificação eliminou uma fonte de explosão combinatória nos provadores da resolução; também preparou o terreno na programação lógica de paradigma, em particular na língua prolog. Robinson recebeu o Prêmio Herbrand de 1996 nas distintas contribuições para raciocínio automático.